# Papua Nuova Guinea
La Papua Nuova Guinea (in inglese Papua New Guinea, in hiri motu Papua Niu Gini; in tok pisin Papua Niugini), ufficialmente Stato Indipendente della Papua Nuova Guinea (anticamente identificato anche come Papuasia), è uno Stato indipendente dell'Oceania,  nell'ambito del Commonwealth delle nazioni, dal 16 settembre 1975, giorno in cui il Paese ottenne l'indipendenza dall'Australia. Il capo di Stato della Papua Nuova Guinea è re Carlo III.
Costituita dalla parte orientale dell'isola della Nuova Guinea, da Bougainville, e da una serie di isole come l'arcipelago di Bismarck (tra cui la Nuova Britannia e la Nuova Irlanda), fa parte della cosiddetta Oceania vicina, una regione del Sud-ovest dell'oceano Pacifico a nord dell'Australia, e confina solo a ovest con l'Indonesia. È bagnata dall'oceano Pacifico.
La sua capitale, che si trova lungo la costa sud-orientale, è Port Moresby. La metà occidentale della Nuova Guinea forma le province indonesiane di Papua e Papua occidentale. Fino al 1919, la parte settentrionale dell'attuale Stato era conosciuta con il nome di Kaiser-Wilhelms-Land (Terra dell'imperatore Guglielmo), colonia dell'Impero tedesco.

## Nome
Il nome riassume i territori presenti nel Paese, che infatti comprende la Papuasia e la Nuova Guinea Orientale, prima sotto gestione coloniale. Lo Stato occupa la parte orientale dell'isola della Nuova Guinea, così chiamata dall'esploratore spagnolo Íñigo Ortiz de Retes, che scambiò gli autoctoni Papua per neri identici a quelli della Guinea africana. I Papua comprendono innumerevoli popoli; il loro nome deriva dal termine malese papuah, che indica la loro caratteristica capigliatura cespugliosa.

## Storia

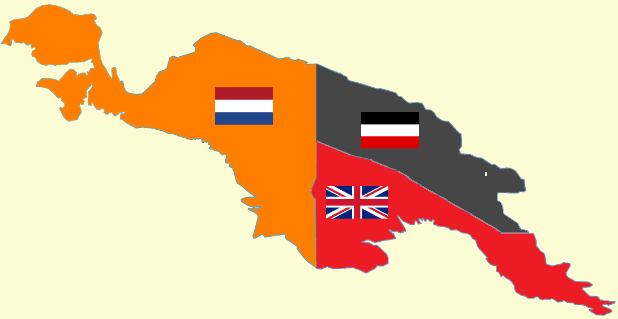
La Nuova Guinea tra il 1884 e il 1919, divisa tra Paesi Bassi (arancione), Germania (grigio) e Regno Unito (rosso)

Lo Stato comprende l'ex possedimento germanico della Nuova Guinea tedesca – successivamente affidato in amministrazione all'Australia dalla Società delle Nazioni (nel 1921) e quindi dall'ONU – e dal territorio della Papuasia, ex possedimento britannico, governato dall'Australia già dal 1902.
Già unificati dal punto di vista amministrativo nel 1949 sotto il nome di Territorio di Papua e Nuova Guinea, i due territori avevano ottenuto una propria autonomia interna nel 1973. A causa delle gravi problematiche interne, la piena indipendenza fu raggiunta solo il 16 settembre 1975. Alcuni giorni prima dell'indipendenza l'isola di Bougainville decise di separarsi dal resto del territorio, proclamando la Repubblica delle Salomone Settentrionali e un anno dopo fu accordato un compromesso, che concedeva notevole autonomia all'isola. In seguito Bougainville tornò ad avanzare le sue pretese di secessione e periodicamente continua a tentare di raggiungere l'indipendenza, ma - anche se la vicenda è talvolta sfociata in ribellioni sanguinose - senza successo. Michael Somare, capo del Pangu Party, che aveva guidato il processo indipendentistico, fu confermato nel 1977, ma tre anni dopo un'ondata di scandali sconvolse la scena politica e decretò la fine del governo, il cui potere fu ceduto al Partito Progressista del Popolo di Julius Chan.
Il ritorno di Somare nel 1982 durò solo tre anni, finché il Parlamento ne votò nel 1985 la sfiducia, vista la mancata soluzione delle problematiche di natura economica. Da allora in poi si sono succeduti premier, partiti e governi, senza che nessuno riuscisse concretamente a risolvere i problemi del paese. La via diplomatica non ha funzionato, intrecciando la scena politica in fragili accordi tra partiti e coalizioni, spesso non rispettati. La condizione di instabilità che ne è derivata ha gettato Papua Nuova Guinea in un clima generale di insicurezza. Nel 2001 è stato sottoscritto ad Arawa un accordo di pace, che prevedeva lo svolgimento di un referendum sull'indipendenza entro il 2016. In occasione delle elezioni del 2002, la guida del governo è stata nuovamente affidata a Somare.
In rapporto alle dimensioni di molte altre isole-stato del Pacifico, Papua Nuova Guinea è molto vasta e i suoi problemi hanno una risonanza maggiore. È sottosviluppata e soggetta a colpi di Stato, è devastata dal flagello dell'HIV e dalla corruzione. Nel 2007 l'Australia ha intensificato il programma già avviato di cooperazione per la politica, gli indirizzi economici, il controllo delle frontiere e l'amministrazione della giustizia. La politica estera papuana si è occupata di stringere buoni rapporti con gli altri Paesi dell'Oceania durante la gestione di Chan, mentre Somare ha sempre guardato all'area asiatica; è infatti per opera sua che il paese è un osservatore dell'ASEAN, l'associazione delle nazioni del sud-est asiatico. Oltre a essere osservatore di tale organismo, Papua Nuova Guinea appartiene al Commonwealth, all'ONU, all'APEC e alla Comunità del Pacifico.
Nel marzo 2025 il Parlamento Nazionale ha modificato il preambolo della Costituzione, inserendovi un riferimento alla Trinità cristiana come fonte di ogni autorità e dichiarando la Bibbia come simbolo nazionale.

## Geografia
La Papua Nuova Guinea è composta dalla parte orientale della quasi omonima isola, oltre che da altre isole e arcipelaghi a est di quella principale.
È il secondo Stato dell'Oceania per estensione dopo l'Australia, da cui dista un centinaio di chilometri. La morfologia dell'isola principale ha fatto sì che la popolazione sia divisa in un gran numero di tribù, alcune delle quali vivono tuttora molto isolate dal mondo esterno.

### Morfologia
Papua Nuova Guinea occupa la porzione orientale dell'isola della Nuova Guinea, la cui parte occidentale appartiene all'Indonesia.
La linea costiera è frastagliatissima e presenta un gran numero di golfi, stretti e insenature: simili formazioni sono ancora più frequenti in isole e arcipelaghi che costellano la parte orientale dello Stato. Proprio presso le coste si concentrano le principali pianure. Nei territori settentrionali e meridionali sono diffuse le zone paludose, che occupano gran parte delle aree pianeggianti.
Il paese è principalmente montano, con un'estesa catena montuosa che occupa quasi l'intera parte centrale; la vetta più alta è il monte Wilhelm che arriva a 4 509 metri s.l.m. La foresta pluviale occupa circa i tre quarti del territorio e costituisce un enorme patrimonio.
Situato in una zona attiva sismicamente, il paese è spesso soggetto a terremoti, maremoti e conseguenti tsunami.

### Idrografia
I fiumi più importanti sono il Sepik e il Fly.

### Clima
Il clima è di tipo tropicale monsonico, con precipitazioni abbondanti, che superano quasi ovunque i 1.500 mm annui.
Vista la vastità del territorio e l'incredibile varietà morfologica, il clima è molto vario, sia per quanto riguarda le precipitazioni, sia per le temperature. Andando più a nord si trova un clima tropicale con piovosità abbondanti durante tutto l'anno; l'estate è calda e umida, mentre l'inverno è mite e umido. Scendendo più a sud c'è un clima subtropicale, con piovosità meno abbondanti e un clima relativamente più fresco rispetto a quello tropicale. La Papua Nuova Guinea è una delle regioni più vicine all'equatore in cui si osservano precipitazioni nevose, che si verificano ovviamente nelle zone montagnose.

## Popolazione

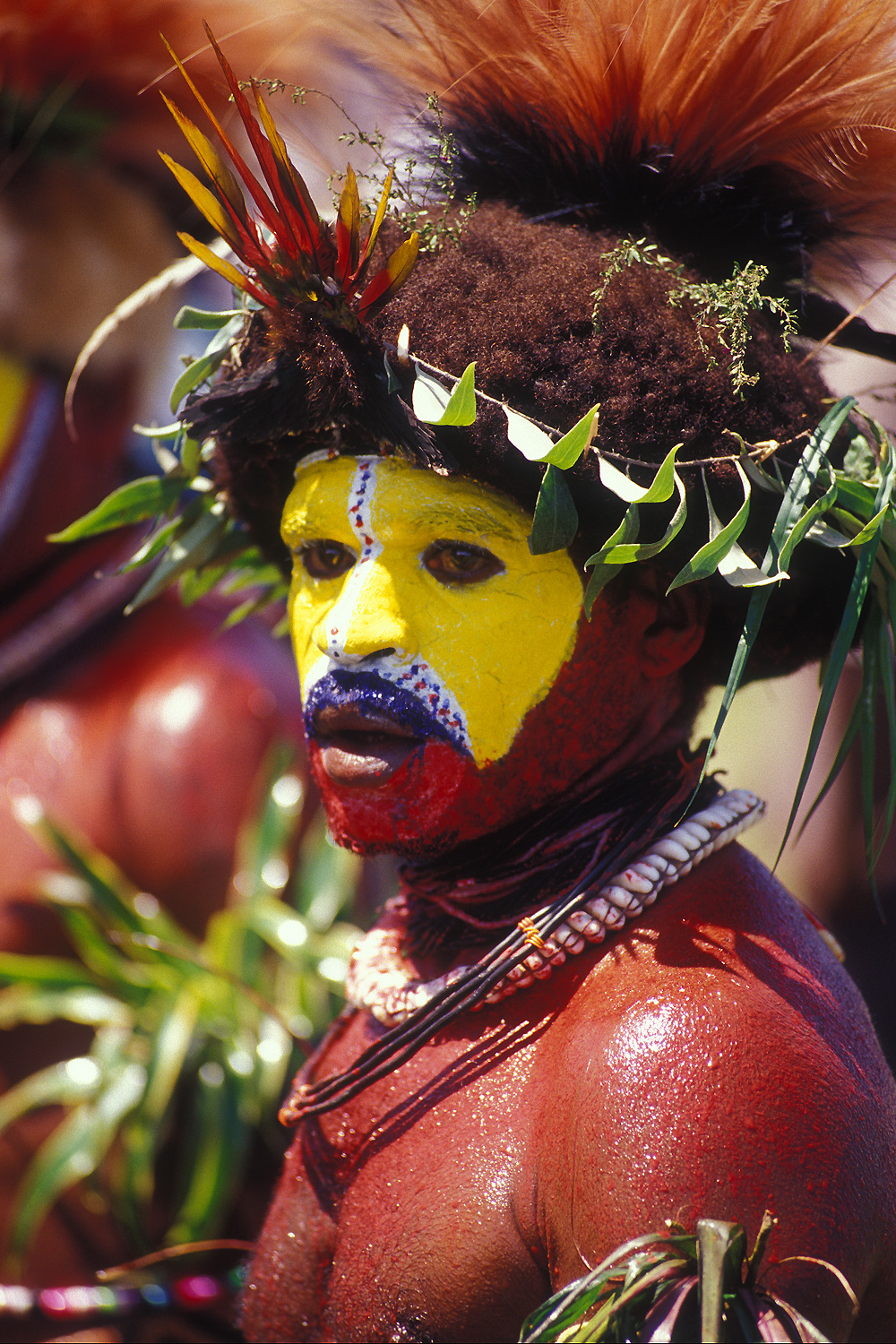
Uno Huli Wigman della regione degli altopiani del Sud

### Etnie
L'84% della popolazione è autoctona, il 13% di origine europea, l'1% di origine indonesiana, il 2% di altra origine.
In Papua Nuova Guinea esistono centinaia di gruppi etnici indigeni; il più numeroso è rappresentato dai papuani, i cui antenati giunsero in Nuova Guinea decine di migliaia di anni fa. La restante parte della popolazione è composta da austronesiani, i cui antenati giunsero nella regione meno di 4.000 anni fa. Vi sono, infine, consistenti minoranze di cinesi, europei, australiani, filippini, indiani e cingalesi. La popolazione è prevalentemente rurale e giovane, l'84% degli abitanti abita nelle campagne e il 40% ha meno di quindici anni.

### Religione
Il 30% della popolazione pratica culti tradizionali, per lo più combinandoli con il Cristianesimo. Il restante 69% degli abitanti dichiara di praticare esclusivamente la religione cristiana. Il 26% della popolazione appartiene alla Chiesa cattolica, il resto è composto da diversi gruppi protestanti. Lo 0,8-1% della popolazione è islamica: si tratta prevalentemente di immigrati dall'Indonesia durante il regime di Sukarno. Nel 2018 vi erano inoltre presenti 118 congregazioni di Testimoni di Geova per un totale di 5 141 proclamatori.
- Cristiani: 69%
  - Cattolici: 26%
  - Diversi gruppi protestanti: 43%
- Testimoni di Geova: <1%
- Culti tradizionali: 30%
- Musulmani: 0,8-1%

### Lingue
In Papua Nuova Guinea ci sono tre lingue ufficiali (inglese, tok pisin e hiri motu) a cui si aggiungono circa 850 lingue locali (appartenenti alle famiglie austronesiane e papuane). Questa incredibile varietà linguistica fa sì che nel paese si concentri circa il 10% delle lingue parlate nel mondo. Con una media di soli 7 000 parlanti per ogni lingua diffusa, la Papua Nuova Guinea è il paese che vanta, nel mondo, la seconda più alta densità linguistica (il primo è Vanuatu).
Pur essendo lingua ufficiale, l'inglese è parlato da un'esigua minoranza. La lingua tedesca, anch'essa poco parlata, deriva dagli antichi coloni tedeschi trasferitisi qui dalla Germania per motivi di lavoro, all'epoca in cui Nuova Guinea faceva parte dell'impero coloniale tedesco; assieme al tedesco è nata nel corso del tempo una sorta di lingua locale mescolata alla lingua germanica, Unserdeutsch o il creolo basato sul tedesco di Rabaul. Altra lingua, in uso presso la popolazione locale, è l'enga.
A costituire una base linguistica comune si sta affermando a partire dalla parte settentrionale del paese ("Nuova Guinea") una lingua creola, il tok pisin (pidgin in inglese), una vera e propria lingua franca che è usata al giorno d'oggi anche su molti giornali e persino nei dibattiti parlamentari. Nel Sud del paese, ("Papua") e soprattutto nella capitale nazionale Port Moresby che è in pieno nella regione Papua, la lingua più utilizzata è l'hiri motu, tuttavia il tok pisin continua a diffondersi con forza, anche grazie alle immigrazioni interne dal Nord verso la capitale e per il fatto di costituire la necessaria base comune di comunicazione.

## Ordinamento dello Stato

### Suddivisioni amministrative

Le province di Papua Nuova Guinea al 2016

Papua Nuova Guinea è suddivisa amministrativamente in tre livelli:
- Al primo livello vi sono 22 province, una regione autonoma e il distretto della capitale dello Stato. Le due province di Hela e Jiwaka sono state istituite il 17 maggio 2012[7].
- Distretti: sono 87.
- Aree di governo locale: sono 304.

Elenco delle province:
| 1. Provincia di Sandaun 2. Provincia del Sepik Orientale 3. Provincia di Madang 4. Provincia di Hela 5. Provincia di Enga 6. Provincia degli Altopiani Occidentali 7. Provincia di Jiwaka 8. Provincia di Chimbu 9. Provincia degli Altopiani Orientali 10. Provincia di Morobe 11. Provincia Occidentale | 1. Provincia degli Altopiani del Sud 2. Provincia del Golfo 3. Provincia Centrale 4. Distretto della Capitale Nazionale 5. Provincia di Oro 6. Provincia della Baia di Milne 7. Provincia di Manus 8. Provincia della Nuova Britannia Occidentale 9. Provincia della Nuova Britannia Orientale 10. Provincia della Nuova Irlanda 11. Regione autonoma di Bougainville |

### Città principali
La parte più grande del paese è sull'isola della Nuova Guinea dove si trovano le principali città: la capitale Port Moresby (300 000 ab.), Lae (110 000 ab.), Abau (105 000 ab.) e Mount Hagen (35 000 ab.). Questi centri raccolgono la maggior parte della popolazione urbana, che comunque costituisce una nettissima minoranza di quella totale. Sull'isola Bougainville (nella parte settentrionale delle Isole Salomone) si trova Arawa (36 000 ab.), mentre, nelle isole Bismarck, capoluogo della Nuova Irlanda è Kavieng (10 500 ab.) e, prima della sua distruzione per l'eruzione vulcanica del 1994, capoluogo della Nuova Britannia era Rabaul (ormai ridotta a 4 000 ab.).

### Istituzioni

#### Capo dello Stato
La nazione è una monarchia parlamentare e fa parte del Commonwealth.
Il Capo dello Stato è il sovrano del Regno Unito di Gran Bretagna e Irlanda del Nord. Dall'8 settembre 2022 il re è Carlo III, che qui assume il titolo di "Sua Maestà Carlo III, per la Grazia di Dio, Re di Papua Nuova Guinea e degli altri Suoi Reami e Territori, Capo del Commonwealth".

### Costituzione
La Costituzione della Papua Nuova Guinea risale al 16 settembre 1975.

## Istruzione

### Università
L'Università di Papua Nuova Guinea è stata fondata nel 1966 .

## Economia
La Papua Nuova Guinea è il territorio più povero dell'Oceania. L'agricoltura si basa sulle esportazioni come caffè, cacao e olio di palma, altra fonte di reddito è l'esportazione di legname.
Negli ultimi anni sono state però privilegiate le esportazioni di prodotti minerari, che oggi hanno assunto importanza maggiore di quelli provenienti dal settore primario. Le risorse minerarie presenti sono soprattutto oro, di cui è l'ottavo produttore mondiale, e rame, la cui estrazione fornisce un introito minore di quella aurea, ma occupa comunque un buon posto a livello mondiale. Le risorse generate da questi minerali coprono più della metà delle esportazioni, e visti i notevoli ritmi di produzione riescono a superare abbondantemente le importazioni, consentendo quindi l'attivo della bilancia commerciale.
Questa medaglia ha un rovescio: visto il valore preponderante che oro e rame rappresentano nelle vendite all'estero, il paese subisce le fluttuazioni dei loro prezzi sul mercato mondiale; questo rende assolutamente necessaria una diversificazione delle attività economiche. Per raggiungere quest'obiettivo si punta anche sul turismo, i tentativi però hanno dato esiti contrastanti, infatti l'industrializzazione, in un tessuto sociale fragile, di alcuni territori urbani ha prodotto vistosi squilibri economici, che hanno incrementato disordini sociali e la criminalità, rendendo così poco sicura l'attività turistica.
Caratteristica comune a molti paesi in via di sviluppo, il paese è a un punto di passaggio, in condizioni di carente capacità gestionale propria, da una condizione di instabilità a una di maggiore stabilità, governata però da grandi imprese e ampi flussi di capitali multinazionali, che hanno scarso interesse, o non ne hanno del tutto, nel reinvestimento e nella diversificazione economica del paese.
Quindi, nonostante i progressi economici degli imprenditori, spesso stranieri, il Paese continua a cercare di migliorare un'economia troppo vulnerabile, immatura e scarsamente diversificata.
In Oceania la Papua Nuova Guinea detiene molti primati negativi: il PIL e l'Indice di Sviluppo Umano sono i più bassi del continente. Questa difficile situazione trova riscontro anche nella sanità e nell'istruzione.
La Papua Nuova Guinea ha la maggiore incidenza dell'HIV, virus che genera la Sindrome di immuno-deficienza acquisita - AIDS - nell'area del Pacifico, inoltre la mortalità infantile è al 63‰, la più elevata dell'area oceanica. Riguardo all'istruzione, l'analfabetismo ha raggiunto il 43,7%, il maggiore del continente. La moneta nazionale è la kina papuana.

## Cultura

### Patrimoni dell'umanità
Il Sito agricolo primordiale di Kuk è stato il primo sito della Papua Nuova Guinea a essere iscritto, nel 2008, nella Lista dei patrimoni dell'umanità dell'UNESCO.

### Musica
In ambito musicale si è distinto il cantante Justin Wellington con singoli di successo come Iko Iko (My Bestie) (2019).

### Produzione letteraria
Il poeta Allan Natachee è stato il primo papuano a stampare le proprie poesie.

### Cucina
La cucina della Papua Nuova Guinea offre una varietà di cibi come pollo, verdure, ecc. Tra i piatti tipici si ricorda il mumu.
Il particolare metodo di cottura della cucina della nuova Guinea si è diffuso in tutta la cucina oceanica.

## Sport
La Nazionale di calcio della Papua Nuova Guinea ha raggiunto il secondo posto nella Coppa d'Oceania del 2016.

## Ricorrenza nazionale
- 16 settembre:	Independence Day, nel quale celebra l'indipendenza dall'Australia, avvenuta nel 1975.